# اتفاقية البنزين
اتفاقية البنزين (رقم 136) (بالإنجليزية: Benzene Convention (C136)) هو قانون صادر عن منظمة العمل الدولية تم اعتماده سنة 1971، ويهدف إلى تنظيم التعرّض للبنزين والعمليات والمنتجات التي تحتوي عليه في أماكن العمل.
البنزين مادة مصنّفة كمسرطن معروف، تزيد بشكل كبير من خطر الإصابة بالسرطان، وهو سبب شائع لفشل نخاع العظم. وقد اعتُرف به من قِبل الوكالة الدولية لأبحاث السرطان (IARC) على أنه "مسرطن مؤكد للبشر" (القائمة 1). ومن المعروف أن البنزين يسبب سرطان الدم النخاعي الحاد (AML) وسرطان الدم غير اللمفاوي الحاد (ANLL). وفي عام 1948، صرّح معهد البترول الأمريكي بأن "التركيز الآمن الوحيد للبنزين هو الصفر".
ورغم هذا التحذير، لا يزال البنزين مكونًا طبيعيًا في البنزين (الوقود) وغيره من أنواع الوقود الشائعة، مما يجعل التعرض البشري له مصدر قلق صحي عالمي دائم. وبالإضافة إلى تأثيراته المسرطِنة، يُلحق البنزين أضرارًا بالأعضاء الحيوية مثل الكبد والرئتين والكلى والقلب والدماغ. كما أن له تأثيرات معروفة في إحداث تكسرات في الحمض النووي (DNA)، وتلف في الكروموسومات، ويُظهر خصائص مطفّرة ومُشوِّهة للأجنة.
تناولت اتفاقية البنزين لعام 1971 مسألة تعرّض العمال للبنزين وللمنتجات التي تحتوي عليه. وتضمّ الاتفاقية 22 مادة، كل منها تتناول جوانب مختلفة تتعلق بالتعرض للبنزين، وتبرز سُبل الحدّ من هذا التعرض في بيئة العمل.
المادة 1 من الاتفاقية تُعرّف البنزين على أنه هيدروكربون (C6H6)، وتشمل المنتجات التي تحتوي على البنزين والتي يمكن أن تؤدي إلى التعرّض له.
المادة 2 تنص على أنه إذا كان هناك بديل غير ضار أو أقل ضررًا من البنزين، فيجب استخدامه بدلًا من البنزين. وتجدر الإشارة إلى أن هذه المادة لا تنطبق على إنتاج أو استعمال البنزين نفسه.
المادة 3 تتيح للدول الأعضاء تعديل التنظيمات المتعلقة بالبنزين داخل بلدانها، وتسمح باقتراح إجراءات إضافية عند الحاجة.
المادة 4 تحظر استخدام البنزين ومنتجاته في أماكن عمل معينة ينظمها القانون الوطني. وهذا يشمل العمليات التي تتطلب البنزين، والتي يجب أن تُنفّذ في بيئة مضبوطة أو آمنة بنفس القدر.
المادة 5 تؤكد على ضرورة الحفاظ على التدابير الصحية والنظافة الكافية لضمان حماية العاملين.
المادة 6 تنص على أنه حيثما يتم تصنيع البنزين أو التعامل معه أو استخدامه، يجب اتخاذ جميع التدابير لمنع تسرب بخار البنزين إلى أماكن العمل. كما تحدّد الحد الأقصى للتعرض بـ 25 جزءًا في المليون (ما يعادل 80 ملغم/م³). وتمنح هذه المادة أصحاب العمل السلطة اللازمة لضمان عدم تجاوز هذه الحدود.
المادة 7 تقيّد العمليات التي تنطوي على البنزين بأن تتم في بيئة مغلقة ما لم يكن ذلك غير ممكن. وفي هذه الحالة، يجب أن يكون المكان مجهزًا بوسائل فعالة لإزالة بخار البنزين بما يكفي لحماية صحة العمال.
المادة 8 تنص على ضرورة تزويد جميع العمال الذين قد يتعرضون للبنزين بمعدات الحماية الشخصية المناسبة التي تقي من الامتصاص أو الاستنشاق.
المادة 9 توجب إخضاع جميع العمال الذين قد يتعرضون للبنزين في بيئة العمل لفحوصات قبل التوظيف، بالإضافة إلى فحوصات دورية خلال فترة العمل.
المادة 10 تضيف إلى المادة السابقة بأن جميع الفحوصات يجب أن تُجرى من قبل طبيب معتمد، ودون تحميل العامل أية تكاليف.
المادة 11 تحظر تعرّض النساء الحوامل والمرضعات، وكذلك الأفراد الذين تقل أعمارهم عن 18 عامًا (ما لم يكن التعرض لأغراض تعليمية أو تدريبية وتحت إشراف كافٍ)، للبنزين أو منتجاته أثناء العمل.

## التصديقات
حتى مارس 2025، صادقت على الاتفاقية 38 دولة (وكانت لوكسمبورغ آخر دولة تصادق عليها في عام 2008).
ولا تُدرج الولايات المتحدة ضمن الدول المصادقة، لأن تنظيم التعرّض للبنزين وتحديد مستوياته يتم من قِبل إدارة السلامة والصحة المهنية (OSHA) ووكالة حماية البيئة (EPA).
| البلد                | تاريخ الانضمام | الوضع        |    |
| -------------------- | -------------- | ------------ | -- |
| فرنسا                | 30 يونيو 1972  | ساري المفعول | 1  |
| العراق               | 27 يوليو 1972  | ساري المفعول | 2  |
| المجر                | 11 سبتمبر 1972 | ساري المفعول | 3  |
| كوبا                 | 17 نوفمبر 1972 | ساري المفعول | 4  |
| Côte d'Ivoire        | 21 فبراير 1973 | ساري المفعول | 5  |
| إسبانيا              | 8 مايو 1973    | ساري المفعول | 6  |
| زامبيا               | 24 مايو 1973   | ساري المفعول | 7  |
| ألمانيا              | 26 سبتمبر 1973 | ساري المفعول | 8  |
| الكويت               | 29 مارس 1974   | ساري المفعول | 9  |
| المغرب               | 22 يوليو 1974  | ساري المفعول | 10 |
| سويسرا               | 25 مارس 1975   | ساري المفعول | 11 |
| الإكوادور            | 27 مارس 1975   | ساري المفعول | 12 |
| رومانيا              | 6 نوفمبر 1975  | ساري المفعول | 13 |
| فنلندا               | 13 يناير 1976  | ساري المفعول | 14 |
| كولومبيا             | 16 نوفمبر 1976 | ساري المفعول | 15 |
| اليونان              | 24 يناير 1977  | ساري المفعول | 16 |
| بوليفيا              | 31 يناير 1977  | ساري المفعول | 17 |
| Syrian Arab Republic | 7 فبراير 1977  | ساري المفعول | 18 |
| غينيا                | 26 مايو 1977   | ساري المفعول | 19 |
| الأوروغواي           | 2 يونيو 1977   | ساري المفعول | 20 |
| إسرائيل              | 21 يونيو 1979  | ساري المفعول | 21 |
| إيطاليا              | 23 يونيو 1981  | ساري المفعول | 22 |
| نيكاراغوا            | 1 أكتوبر 1981  | ساري المفعول | 23 |
| غيانا                | 10 يناير 1983  | ساري المفعول | 24 |
| مالطا                | 18 مايو 1990   | ساري المفعول | 25 |
| الهند                | 11 يونيو 1991  | ساري المفعول | 26 |
| كرواتيا              | 8 أكتوبر 1991  | ساري المفعول | 27 |
| مقدونيا الشمالية     | 17 نوفمبر 1991 | ساري المفعول | 28 |
| سلوفينيا             | 29 مايو 1992   | ساري المفعول | 29 |
| سلوفاكيا             | 1 يناير 1993   | ساري المفعول | 30 |
| Czechia              | 1 يناير 1993   | ساري المفعول | 31 |
| البرازيل             | 24 مارس 1993   | ساري المفعول | 32 |
| البوسنة والهرسك      | 2 يونيو 1993   | ساري المفعول | 33 |
| تشيلي                | 14 أكتوبر 1994 | ساري المفعول | 34 |
| لبنان                | 23 فبراير 2000 | ساري المفعول | 35 |
| صربيا                | 24 نوفمبر 2000 | ساري المفعول | 36 |
| الجبل الأسود         | 3 يونيو 2006   | ساري المفعول | 37 |
| لوكسمبورغ            | 8 أبريل 2008   | ساري المفعول | 38 |